# Garyops depressus
Espèce
Garyops depressus est une espèce de pseudoscorpions de la famille des Sternophoridae.

## Distribution
Cette espèce se rencontre aux États-Unis en Floride, en République dominicaine, et à Cuba.

## Description
Les mâles mesurent de 2,52 à 3,40 mm et les femelles de 2,76 à 4,01 mm

## Publication originale
- Banks, 1909 : New Pseudoscorpionida. Canadian Entomologist, vol. 41, p. 303-307 (texte intégral).